# Geschützter Landschaftsbestandteil Teiche bei Gut Forst

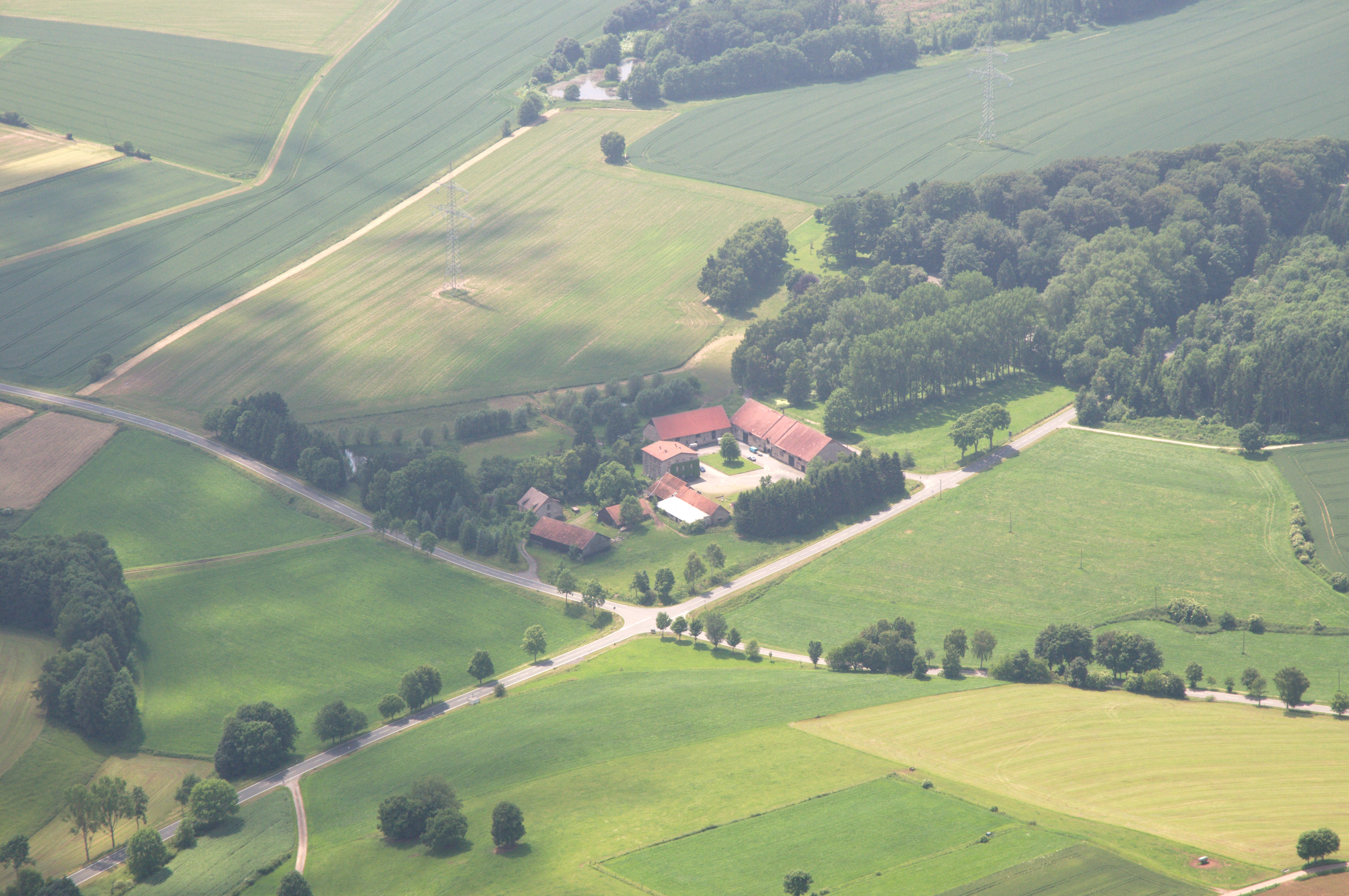
Geschützte Landschaftsbestandteil Teiche bei Gut Forst links vom Gut

Der Geschützte Landschaftsbestandteil Teiche bei Gut Forst mit 0,95 ha Flächengröße liegt im Stadtgebiet von Marsberg südlich von Heddinghausen bzw. südlich und westlich Gut Forst im Hochsauerlandkreis. Das Gebiet wurde 2008 mit dem Landschaftsplan Marsberg durch den Kreistag des Hochsauerlandkreises als Geschützter Landschaftsbestandteil (LB) ausgewiesen. Der LB ist umgeben vom Landschaftsschutzgebiet Freiflächen um Heddinghausen.

## Beschreibung
Der Landschaftsplan führt zum LB aus: „Südlich und westlich Gut Forst liegt eine Kette von vier Teichen, von denen der äußerst westliche und der äußerst östliche aufgrund ihrer ausgeprägten (wenn auch künstlich angelegten) Röhrichtzonen unter den gesetzlichen Biotopschutz nach § 62 LG fallen. Neben diesen beiden wird mit dem LB der drittgrößte, direkt südlich des Gutes gelegene Teich erfasst, der fast vollständig verlandet ist. Er wird – wie das östliche Stillgewässer – von gepflegten Kopfweiden umgeben; der westliche Teich liegt in einem lichten Baumbestand. Ansonsten dient die unmittelbare Umgebung i. W. als Pferdeweide. Alle hier einbezogenen Teiche haben eine erhebliche Bedeutung als Amphibienlaichplätze; zudem bilden sie mit den umgebenden Gehölzen ein landschaftsprägendes Umfeld der Gutshofanlage im Außenbereich.“
Der Landschaftsplan führt als Entwicklungsmaßnahme auf, dass die Kopfweiden im Bereich der beiden östlichen Teiche periodisch zu schneiteln sind, wobei der Abstand der Schnittmaßnahmen acht Jahre nicht überschreiten sollte.

## Schutzzweck
Die Ausweisung als LB erfolgte:
- zur Erhaltung, Entwicklung oder Wiederherstellung der Leistungs- und Funktionsfähigkeit des Naturhaushaltes,
- zur Belebung, Gliederung oder Pflege des Orts- und Landschaftsbildes und
- zur Abwehr schädlicher Einwirkungen.

Der LB stellt, wie die anderen LBs im Landschaftsplangebiet, einen herausragenden Lebensraum für die ökologische Leistungsfähigkeit des Naturhaushaltes dar. Er dient ferner als landschaftsgliederndes und -belebendes Element. Die Ausweisung dient der Abwehr realer oder potenzieller schädlicher Einwirkungen durch Pflanzenentnahme, Relief- oder Gewässerveränderungen usw.